# リーグ・アン
リーグ・アン（Ligue 1）は、フランスプロサッカーリーグ(LFP) が主催する、フランスにおける男子サッカーの最上位に位置するプロリーグである。スポンサーシップにより、リーグ・アン マクドナルド（Ligue 1 McDonald's）と呼ばれる。
1932年に創設され、かつてはディヴィジオン・アン（Division 1）と呼ばれていたが、2002-03シーズンに改称した。国外のモナコ公国からはASモナコが参加している。
最多優勝はパリ・サンジェルマンの12回。その後、サンテティエンヌの10回、マルセイユの9回、ナントとモナコの8回、リヨンの7回と続く。最多連覇記録は、リヨンの2001-02シーズンから2007-08シーズンまでの7連覇。

## 概要

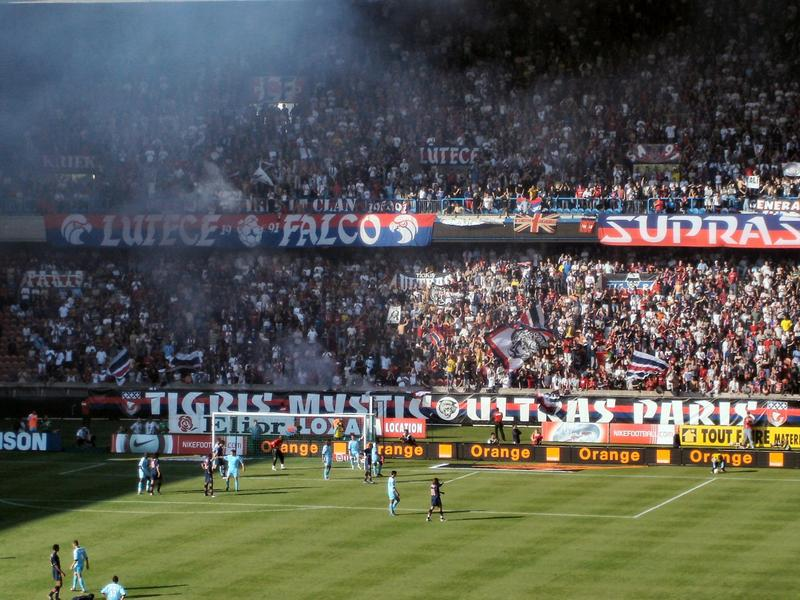
リーグ・アンのパリ・サンジェルマン対カーンの試合 (2004年)

フランスのリーグ・アンは、イングランドのプレミアリーグ、スペインのラ・リーガ、イタリアのセリエA、ドイツのブンデスリーガとともに、ヨーロッパの5大プロサッカーリーグを形成している。
リーグ・アンでは18のチームがそれぞれ2回、互いの本拠地でH&A方式で試合を行い、順位を決定する。シーズン終了後、リーグ・アンの下位とリーグ・ドゥの上位2チームずつが自動的に入れ替わる。リーグ・アン16位クラブとリーグ・ドゥの3位クラブはH&A方式の入れ替え戦を行い、勝者が昇格する。なお、リーグ・アン16位クラブが勝った場合は残留となる。
2021年6月3日に行われフランスプロサッカーリーグ (LFP) の総会で、2023-24シーズンから18チーム制に移行することが正式に承認された。これを受けて2022-23シーズンのリーグ・アンは4チームが自動降格となり、リーグ・ドゥの昇格も2チームに限られる。

### リーグの特徴
イングランドのプレミアリーグ、スペインのラ・リーガ、イタリアのセリエA、ドイツのブンデスリーガのように、UEFAランキングで1位を獲得したことはないため欧州最上位のリーグとは言えないものの、同ランキングでは常にこの4リーグの次位を占めるハイレベルなリーグである。近年の傾向として、国際大会では2003-04シーズンのUEFAチャンピオンズリーグでASモナコが準優勝、同シーズンのUEFAカップではオリンピック・マルセイユが準優勝、オリンピック・リヨンも2003-04シーズンから3シーズン連続でCLベスト8に食い込むなど、特定のチームの活躍はあるものの、総じて定期的に上位に進出することが出来ずにいる。
また、国内リーグでは2000年以降リヨンが一時代を築いた一方で、資金力を持つビッグクラブが前評判通りの力を発揮することが出来ないケースが多く、2010-11シーズンにリーグ・アンの常連であったASモナコが降格したり、2011-12シーズンには数シーズン前まで2部にいたモンペリエHSCが優勝するなど、順位が予測しづらい混戦の時期が続いた。その後、2012-13シーズンからパリ・サンジェルマンFCが4連覇を果たした。
現在リーグ・アンでプレーする選手には、フランス代表やブラジル代表をはじめとする各国の代表選手が多数在籍しているほか、フランスが辿ってきた歴史的経緯からアフリカ系の黒人選手が非常に多いのも特徴のひとつである。将来を期待されている若手が多く、アフリカ系選手にも高い潜在能力を秘めた選手が多いため、かつてはオランダのエールディヴィジと並ぶ登竜門リーグのような位置づけであった。
マイケル・エッシェン（オリンピック・リヨン）、ディディエ・ドログバ（オリンピック・マルセイユ）、ロナウジーニョ（パリ・サンジェルマンFC）、エデン・アザール（LOSCリール）らがリーグ・アンで研鑽を積み他リーグの強豪クラブへと移籍している。しかし、パリ・サンジェルマンの経営体制が大きく変わった2010年代以降は、各国の代表選手のリーグ・アン参入が目立つようになり、かつての登竜門リーグのようなイメージは払拭されつつある。

## 所属クラブ
2024-25シーズン
| クラブ （原語表記）                                                | ホームタウン       | ホームスタジアム                   | 収容人数 | 前年度成績       |
| ------------------------------------------------------------------ | ------------------ | ---------------------------------- | -------- | ---------------- |
| パリ・サンジェルマンFC （Paris Saint-Germain Football Club）       | パリ               | パルク・デ・プランス               | 47,929   | 1位              |
| ASモナコ （Association Sportive de Monaco Football Club）          | モナコ             | スタッド・ルイ・ドゥ               | 18,524   | 2位              |
| スタッド・ブレスト29 （Stade Brestois 29）                         | ブレスト           | スタッド・フランシス＝ル・ブレ     | 15,931   | 3位              |
| LOSCリール （Lille Olympique Sporting Club）                       | リール             | スタッド・ピエール＝モーロワ       | 50,186   | 4位              |
| OGCニース (Olympique Gymnaste Club de Nice)                        | ニース             | アリアンツ・リヴィエラ             | 36,178   | 5位              |
| オリンピック・リヨン （Olympique Lyonnais）                        | リヨン             | パルク・オリンピック・リヨン       | 59,186   | 6位              |
| RCランス (Racing Club de Lens)                                     | ランス             | スタッド・フェリックス・ボラール   | 38,223   | 7位              |
| オリンピック・マルセイユ （Olympique de Marseille）                | マルセイユ         | スタッド・ヴェロドローム           | 67,394   | 8位              |
| スタッド・ランス （Stade de Reims）                                | ランス             | スタッド・オーギュスト＝ドローヌ   | 21,029   | 9位              |
| スタッド・レンヌ （Stade Rennais Football Club）                   | レンヌ             | ロアゾン・パルク                   | 29,778   | 10位             |
| トゥールーズFC （Toulouse Football Club）                          | トゥールーズ       | スタジアム・ドゥ・トゥールーズ)    | 35,472   | 11位             |
| モンペリエHSC （Montpellier Hérault Sport Club）                   | モンペリエ         | スタッド・ドゥ・ラ・モッソン       | 32,950   | 12位             |
| RCストラスブール （Racing Club de Strasbourg Alsace）              | ストラスブール     | スタッド・ドゥ・ラ・メノ           | 29,230   | 13位             |
| FCナント （Football Club de Nantes）                               | ナント             | スタッド・ドゥ・ラ・ボージョワール | 35,322   | 14位             |
| ル・アーヴルAC （Le Havre Athletic Club Football Association）     | ル・アーヴル       | スタッド・オセアン                 | 25,278   | 15位             |
| AJオセール (Modification de Association de la Jeunesse auxerroise) | オセール           | スタッド・ドゥ・ラベ・デシャン     | 18,541   | リーグ・ドゥ 1位 |
| アンジェSCO (Angers Sporting Club de l'Ouest)                      | アンジェ           | スタッド・レイモン・コパ           | 18,752   | リーグ・ドゥ 2位 |
| ASサンテティエンヌ (Association Sportive de Saint-Étienne Loire)   | サン＝テティエンヌ | スタッド・ジェフロワ＝ギシャール   | 35,616   | リーグ・ドゥ 3位 |

## 歴代優勝クラブ
| シーズン | 優勝                   | 2位                    | 3位                    |
| -------- | ---------------------- | ---------------------- | ---------------------- |
| 1932-33  | リロワ                 | カンヌ                 | —                      |
| 1933-34  | セト                   | フィヴ                 | マルセイユ             |
| 1934-35  | ソショー               | ストラスブール         | RCパリ                 |
| 1935-36  | RCパリ                 | リロワ                 | ストラスブール         |
| 1936-37  | マルセイユ             | ソショー               | RCパリ                 |
| 1937-38  | ソショー               | マルセイユ             | セト                   |
| 1938-39  | セト                   | マルセイユ             | RCパリ                 |
| 1945-46  | リール                 | サンテティエンヌ       | ルーベ                 |
| 1946-47  | ルーベ＝トゥールコワン | スタッド・ドゥ・ランス | ストラスブール         |
| 1947-48  | マルセイユ             | リール                 | スタッド・ドゥ・ランス |
| 1948-49  | スタッド・ドゥ・ランス | リール                 | マルセイユ             |
| 1949-50  | ボルドー               | リール                 | スタッド・ドゥ・ランス |
| 1950-51  | ニース                 | リール                 | ル・アーヴル           |
| 1951-52  | ニース                 | ボルドー               | リール                 |
| 1952-53  | スタッド・ドゥ・ランス | ソショー               | ボルドー               |
| 1953-54  | リール                 | スタッド・ドゥ・ランス | ボルドー               |
| 1954-55  | スタッド・ドゥ・ランス | トゥールーズ           | RCランス               |
| 1955-56  | ニース                 | RCランス               | モナコ                 |
| 1956-57  | サンテティエンヌ       | RCランス               | スタッド・ドゥ・ランス |
| 1957-58  | スタッド・ドゥ・ランス | ニーム                 | モナコ                 |
| 1958-59  | ニース                 | ニーム                 | RCパリ                 |
| 1959-60  | スタッド・ドゥ・ランス | ニーム                 | RCパリ                 |
| 1960-61  | モナコ                 | RCパリ                 | スタッド・ドゥ・ランス |
| 1961-62  | スタッド・ドゥ・ランス | RCパリ                 | ニーム                 |
| 1962-63  | モナコ                 | スタッド・ドゥ・ランス | スダン                 |
| 1963-64  | サンテティエンヌ       | モナコ                 | RCランス               |
| 1964-65  | ナント                 | ボルドー               | ヴァランシエンヌ       |
| 1965-66  | ナント                 | ボルドー               | ヴァランシエンヌ       |
| 1966-67  | サンテティエンヌ       | ナント                 | アンジェ               |
| 1967-68  | サンテティエンヌ       | ニース                 | ソショー               |
| 1968-69  | サンテティエンヌ       | ボルドー               | メス                   |
| 1969-70  | サンテティエンヌ       | マルセイユ             | スダン                 |
| 1970-71  | マルセイユ             | サンテティエンヌ       | ナント                 |
| 1971-72  | マルセイユ             | ニーム                 | ソショー               |
| 1972-73  | ナント                 | ニース                 | マルセイユ             |
| 1973-74  | サンテティエンヌ       | ナント                 | リヨン                 |
| 1974-75  | サンテティエンヌ       | マルセイユ             | リヨン                 |
| 1975-76  | サンテティエンヌ       | ニース                 | ソショー               |
| 1976-77  | ナント                 | RCランス               | バスティア             |
| 1977-78  | モナコ                 | ナント                 | ストラスブール         |
| 1978-79  | ストラスブール         | ナント                 | サンテティエンヌ       |
| 1979-80  | ナント                 | ソショー               | サンテティエンヌ       |
| 1980-81  | サンテティエンヌ       | ナント                 | ボルドー               |
| 1981-82  | モナコ                 | サンテティエンヌ       | ソショー               |
| 1982-83  | ナント                 | ボルドー               | パリ・サンジェルマン   |
| 1983-84  | ボルドー               | モナコ                 | オセール               |
| 1984-85  | ボルドー               | ナント                 | モナコ                 |
| 1985-86  | パリ・サンジェルマン   | ナント                 | ボルドー               |
| 1986-87  | ボルドー               | マルセイユ             | トゥールーズ           |
| 1987-88  | モナコ                 | ボルドー               | モンペリエ             |
| 1988-89  | マルセイユ             | パリ・サンジェルマン   | モナコ                 |
| 1989-90  | マルセイユ             | ボルドー               | モナコ                 |
| 1990-91  | マルセイユ             | モナコ                 | オセール               |
| 1991-92  | マルセイユ             | モナコ                 | パリ・サンジェルマン   |
| 1992-93  | —                      | パリ・サンジェルマン   | モナコ                 |
| 1993-94  | パリ・サンジェルマン   | マルセイユ             | オセール               |
| 1994-95  | ナント                 | リヨン                 | パリ・サンジェルマン   |
| 1995-96  | オセール               | パリ・サンジェルマン   | モナコ                 |
| 1996-97  | モナコ                 | パリ・サンジェルマン   | ナント                 |
| 1997-98  | RCランス               | メス                   | モナコ                 |
| 1998-99  | ボルドー               | マルセイユ             | リヨン                 |
| 1999-00  | モナコ                 | パリ・サンジェルマン   | リヨン                 |
| 2000-01  | ナント                 | リヨン                 | リール                 |
| 2001-02  | リヨン                 | RCランス               | オセール               |
| 2002-03  | リヨン                 | モナコ                 | マルセイユ             |
| 2003-04  | リヨン                 | パリ・サンジェルマン   | モナコ                 |
| 2004-05  | リヨン                 | リール                 | モナコ                 |
| 2005-06  | リヨン                 | ボルドー               | リール                 |
| 2006-07  | リヨン                 | マルセイユ             | トゥールーズ           |
| 2007-08  | リヨン                 | ボルドー               | マルセイユ             |
| 2008-09  | ボルドー               | マルセイユ             | リヨン                 |
| 2009-10  | マルセイユ             | リヨン                 | オセール               |
| 2010-11  | リール                 | マルセイユ             | リヨン                 |
| 2011-12  | モンペリエ             | パリ・サンジェルマン   | リール                 |
| 2012-13  | パリ・サンジェルマン   | マルセイユ             | リヨン                 |
| 2013-14  | パリ・サンジェルマン   | モナコ                 | リール                 |
| 2014-15  | パリ・サンジェルマン   | リヨン                 | モナコ                 |
| 2015-16  | パリ・サンジェルマン   | リヨン                 | モナコ                 |
| 2016-17  | モナコ                 | パリ・サンジェルマン   | ニース                 |
| 2017-18  | パリ・サンジェルマン   | モナコ                 | リヨン                 |
| 2018-19  | パリ・サンジェルマン   | リール                 | リヨン                 |
| 2019-20  | パリ・サンジェルマン   | マルセイユ             | レンヌ                 |
| 2020-21  | リール                 | パリ・サンジェルマン   | モナコ                 |
| 2021-22  | パリ・サンジェルマン   | マルセイユ             | モナコ                 |
| 2022-23  | パリ・サンジェルマン   | RCランス               | マルセイユ             |
| 2023-24  | パリ・サンジェルマン   | モナコ                 | ブレスト               |

## クラブ別優勝回数
| クラブ名               | 回数 | 優勝年 |
| ---------------------- | ---- | --- |
| パリ・サンジェルマン   | 13回 | 1985-86, 1993-94, 2012-13, 2013-14, 2014-15, 2015-16, 2017-18, 2018-19, 2019-20, 2021-22, 2022-23, 2023-24, 2024-25 |
| サンテティエンヌ       | 10回 | 1959-57, 1963-64, 1966-67, 1967-68, 1968-69, 1969-70, 1973-74, 1974-75, 1975-76, 1980-81                            |
| マルセイユ             | 09回 | 1936-37, 1947-48, 1970-71, 1971-72, 1988-89, 1989-90, 1990-91, 1991-92, 2009-10                                     |
| ナント                 | 08回 | 1964-65, 1965-66, 1972-73, 1976-77, 1979-80, 1982-83, 1994-95, 2000-01                                              |
| モナコ                 | 08回 | 1960-61, 1962-63, 1977-78, 1981-82, 1987-88, 1996-97, 1999-00, 2016-17                                              |
| リヨン                 | 07回 | 2001-02, 2002-03, 2003-04, 2004-05, 2005-06, 2006-07, 2007-08                                                       |
| スタッド・ドゥ・ランス | 06回 | 1948-49, 1952-53, 1954-55, 1957-58, 1959-60, 1961-62                                                                |
| ボルドー               | 06回 | 1949-50, 1983-84, 1984-85, 1986-87, 1998-99, 2008-09                                                                |
| ニース                 | 04回 | 1950-51, 1951-52, 1955-56, 1958-59                                                                                  |
| リール                 | 04回 | 1945-46, 1953-54, 2010-11, 2020-21                                                                                  |
| セト                   | 02回 | 1933-34, 1938-39 |
| ソショー               | 02回 | 1934-35, 1937-38 |
| モンペリエ             | 01回 | 2011-12 |
| RCランス               | 01回 | 1997-98 |
| オセール               | 01回 | 1995-96 |
| ストラスブール         | 01回 | 1978-79 |
| ルーベ＝トゥールコワン | 01回 | 1946-47 |
| RCフランス             | 01回 | 1935-36 |
| リロワ                 | 01回 | 1932-33 |

## 国際大会での戦績
- UEFAチャンピオンズリーグ優勝：2回
  - オリンピック・マルセイユ（1回）[注釈 2]
  - パリ・サンジェルマンFC（1回）
- UEFAチャンピオンズリーグ準優勝：6回
  - スタッド・ランス（2回）
  - ASサンテティエンヌ（1回）
  - オリンピック・マルセイユ（1回）
  - ASモナコ（1回）
  - パリ・サンジェルマンFC（1回）
- UEFAカップ準優勝：4回
  - オリンピック・マルセイユ（2回）
  - FCジロンダン・ボルドー（1回）
  - SCバスティア（1回）
- UEFAカップウィナーズカップ優勝：1回
  - パリ・サンジェルマンFC（1回）
- UEFAヨーロッパリーグ準優勝：1回
  - オリンピック・マルセイユ（1回）

## 備考

### 表彰
全国プロサッカー選手連合 (UNFP) によって毎年開かれるアワードの中で、最優秀選手、最優秀若手選手、最優秀ゴールキーパー、最優秀監督、最優秀チーム（ベストイレブン）、最優秀ゴール（一般からの投票によって選ばれる）に賞が贈られる。

### 大会名
- Ligue 1 Orange (2002-2008)
- Ligue 1 Conforama（英語版） (2017-2020)
- Ligue 1 Uber Eats (2020-2024)
- Ligue 1 McDonald's (2024-)

### 観客動員
2016-17シーズンの平均観客動員数は2万499人で、欧州のリーグで5位であった。